# Заброшенная железная дорога
Заброшенная железная дорога (далее — ЗЖД) — железнодорожный путь, который более не используют по прямому назначению.

## Описание
В зависимости от продолжительности заброшенности, ЗЖД может выглядеть как вполне рабочей, так и быть едва различимой в грунте или растительности. На ЗЖД могут оставаться её основные элементы, рельсы и шпалы, а могут и отсутствовать.
ЗЖД — объекты, распространённые почти во всех странах мира. Практическую пользу из них извлечь крайне трудно, хотя бывают случаи, когда рельсы и шпалы этих дорог используют для своих нужд жители близлежащих населённых пунктов. В развитых странах существует такое понятие как «железнодорожная тропа» — это туристический маршрут, пролегающий вдоль или по остаткам бывших железных дорог. Вдоль ЗЖД могут встречаться заброшенные железнодорожные станции, мосты, виадуки, тоннели и проржавевшие поезда и вагоны.
Основная причина того, что функционирующая железная дорога перестаёт использоваться, — финансовая, она перестаёт приносить прибыль. Одним из ярких примеров такого рода является так называемые «Сокращения Бичинга» — план британского физика и инженера Ричарда Бичинга, приведший в конце 1960-х годов к закрытию многих британских железнодорожных линий и веток. Железнодорожные пути часто прокладывают к шахтам или иным промышленно важным объектам, и если шахты истощаются, объекты закрываются, то и ведущие к ним железнодорожные ветки перестают использоваться.
В США железные дороги прокладывались в огромных количествах с середины XIX века до 1920-х годов, что было связано с индустриальным рывком страны в этот период (к 1916 году в США насчитывалось около 275 000 миль используемых железнодорожных путей). Великая депрессия 1930-х годов привела к первому в этой стране массовому «забрасыванию» железнодорожных линий. Заброшенные объекты в США, в том числе железные дороги, попадают под действие статьи 49 главы 10 части 1152 Свода федеральных нормативных актов.
Известны случаи, когда заброшенная железнодорожная ветка вновь становилась рабочей.
Иными причинами, по которым магистраль приобретает статус ЗЖД, являются геополитический кризис и гражданские военные конфликты. Ярким примером служит Ливанская железная дорога, многие ветви которой были заброшены в результате гражданской войны, шедшей в стране с 1975 по 1990 год.

## Общая галерея

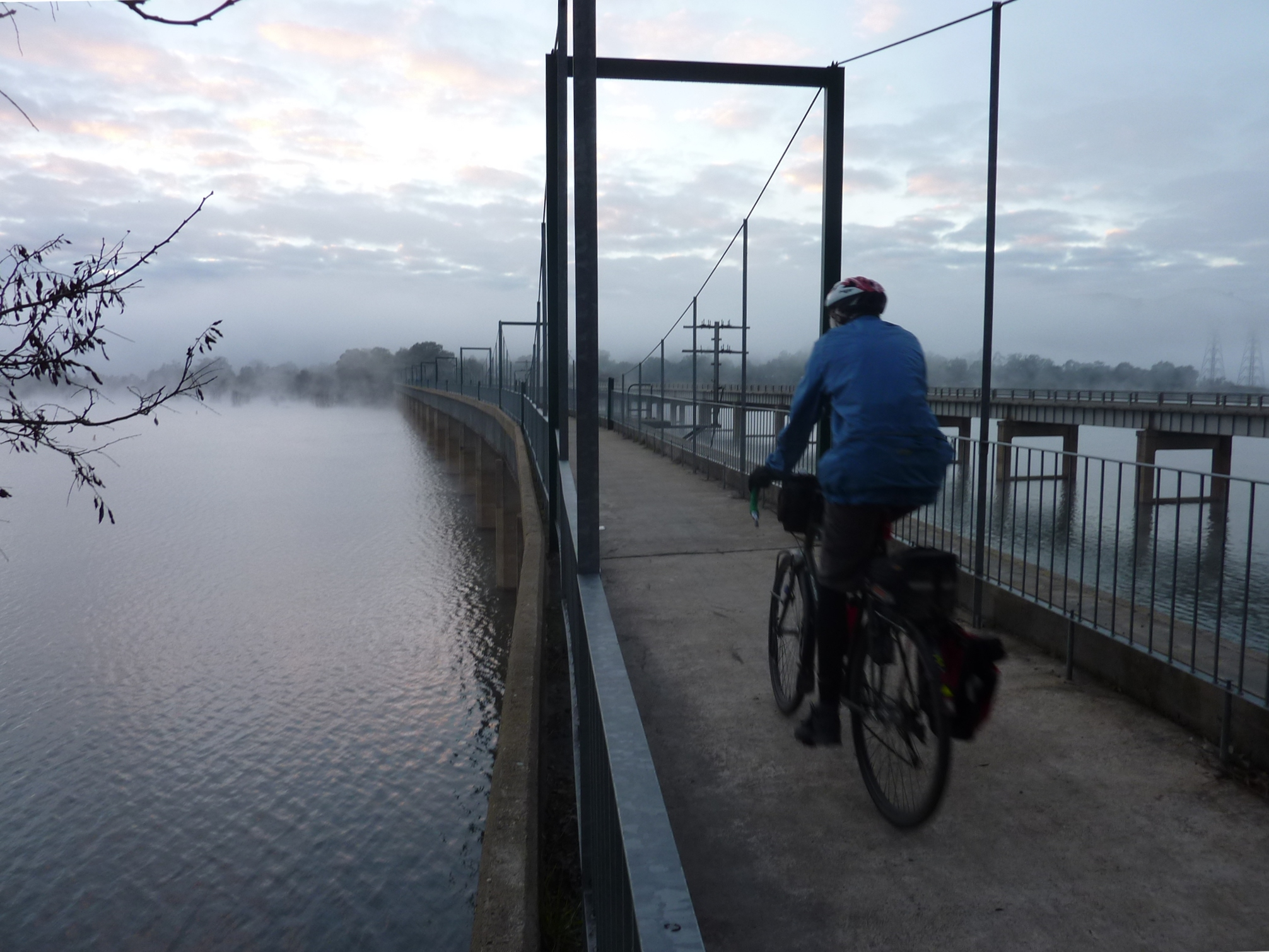
Железнодорожная тропа Грейт-Викториан[англ.] — самый длинный туристический маршрут подобного рода в Австралии (134 км).
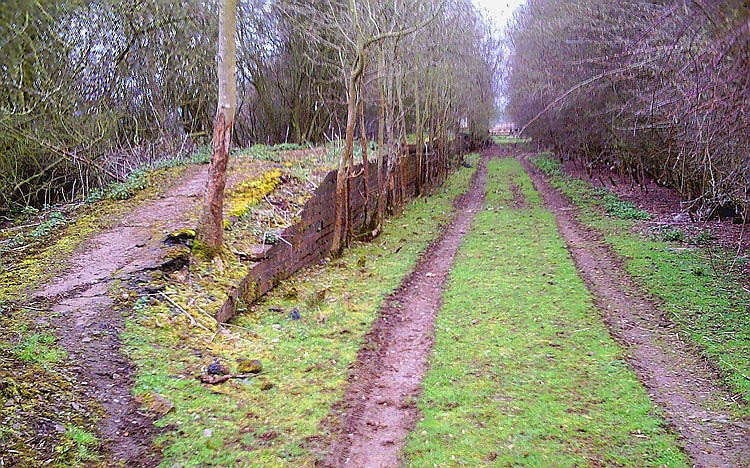
Заброшенная железнодорожная станция деревни Лилбёрн[англ.] (Англия).
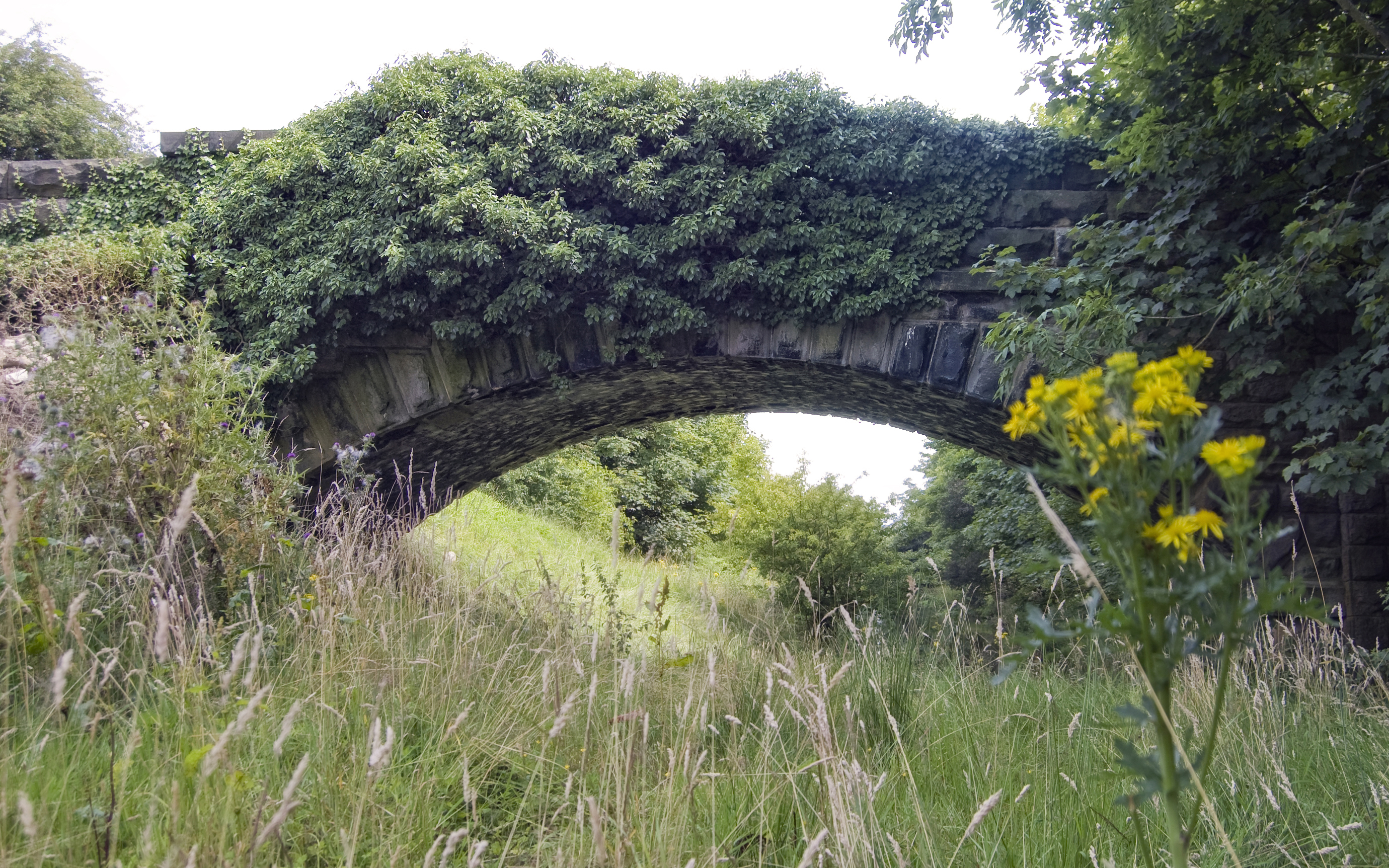
Заброшенный ж/д мост линии Отли—Илкли[англ.] (Англия).
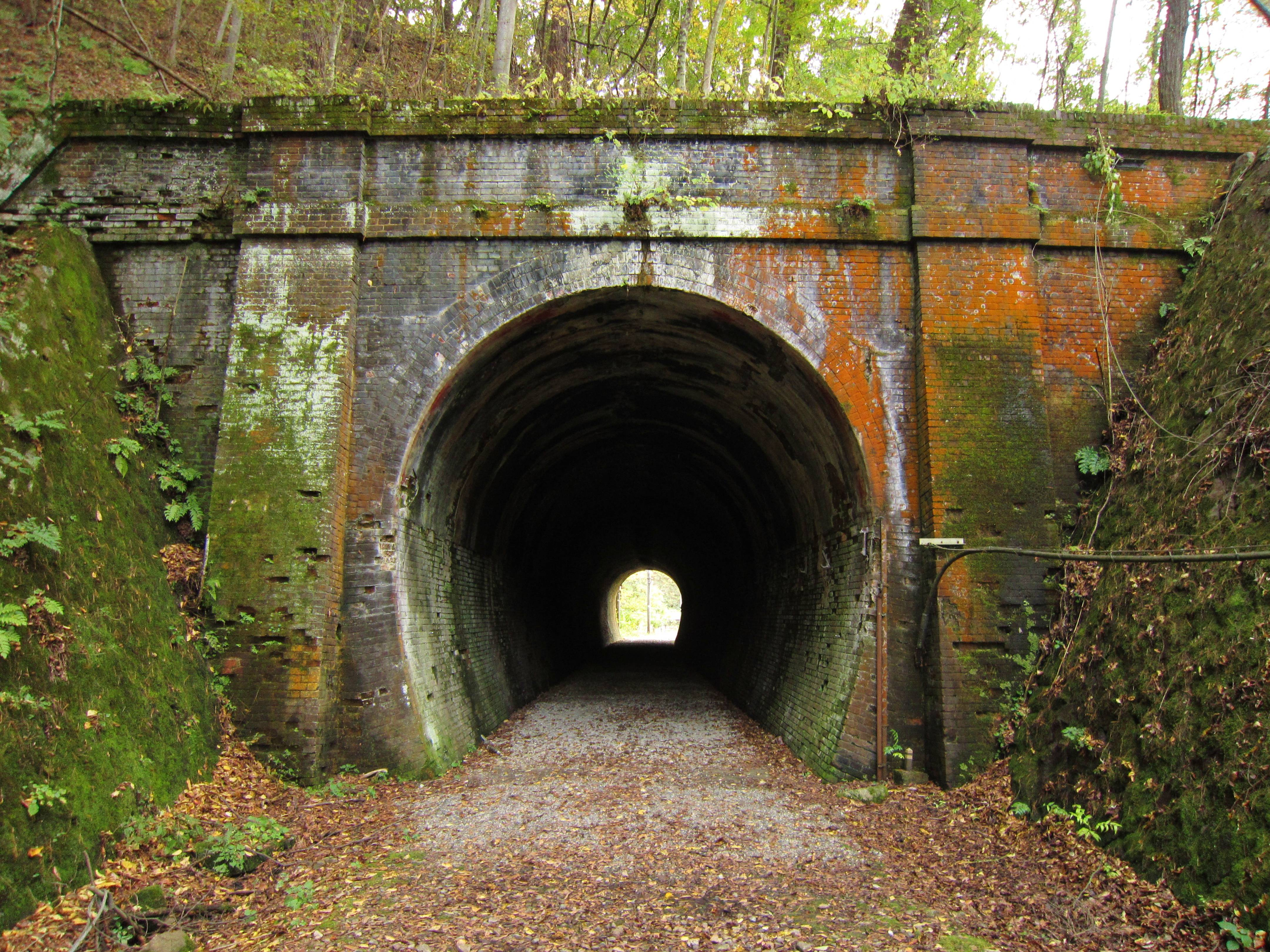
Заброшенный ж/д тоннель (Япония).

## Галерея по странам
По названию страны, по алфавиту

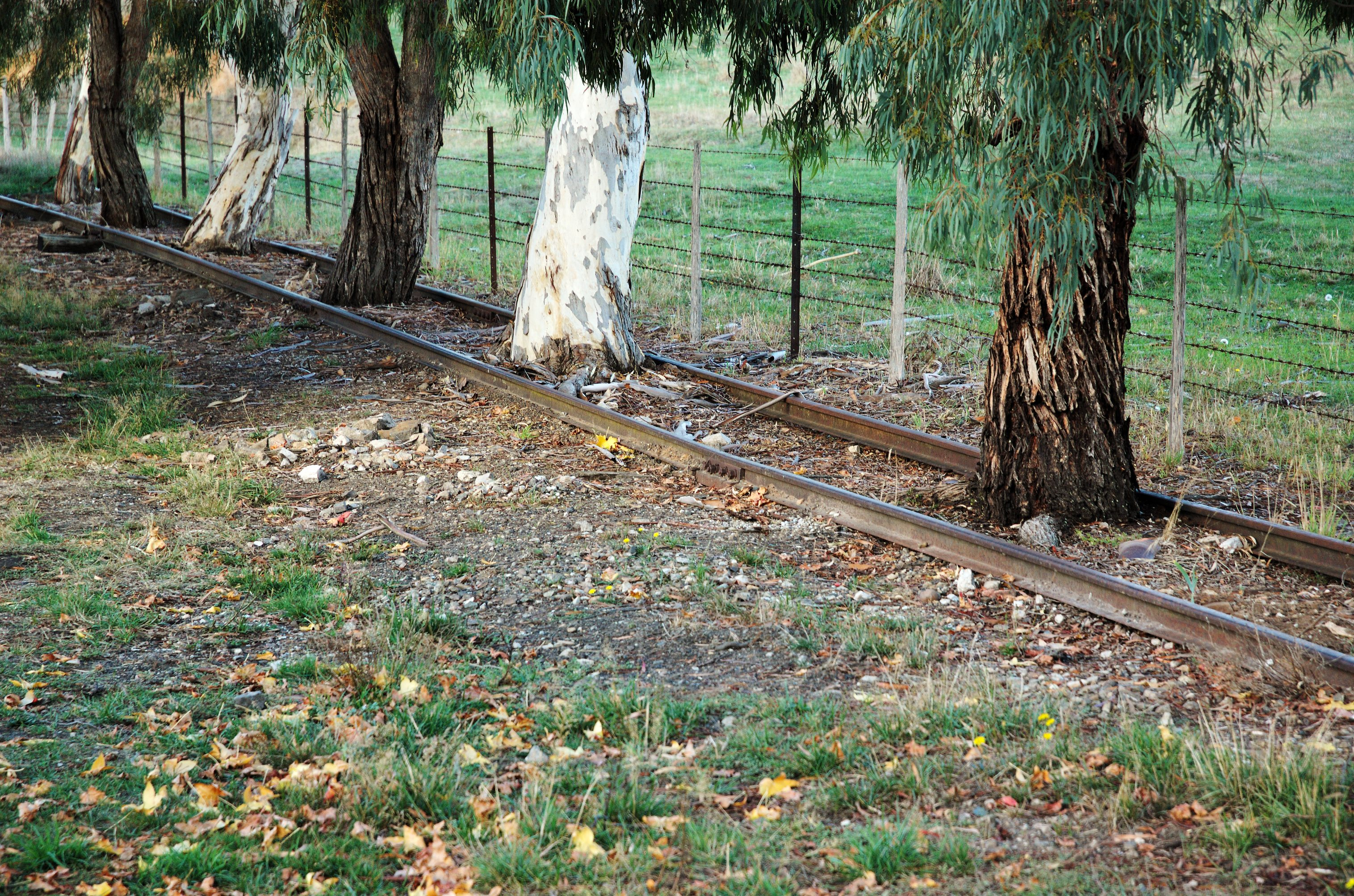
Моул-Крик[англ.], Тасмания, Австралия
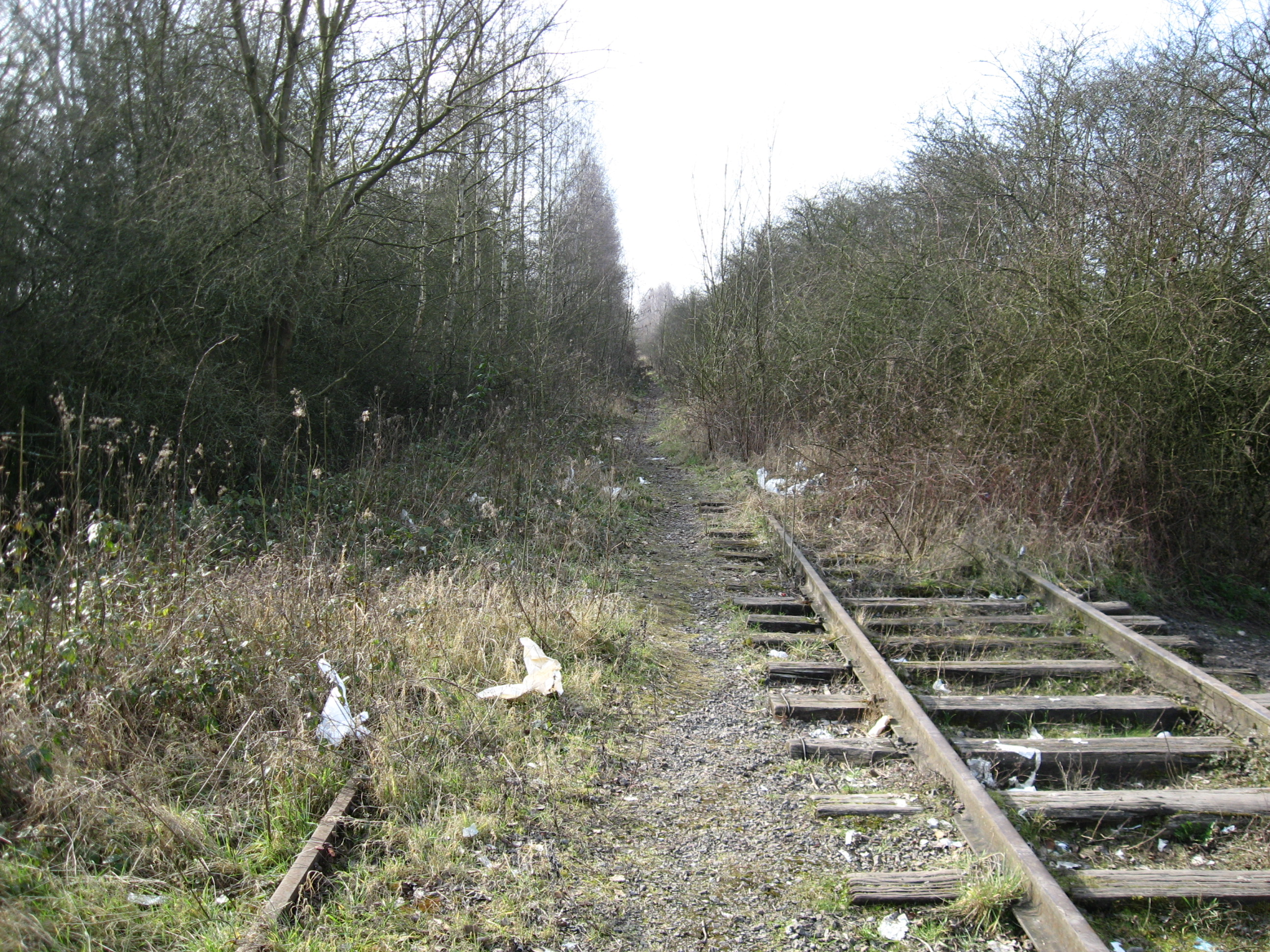
Бельгия
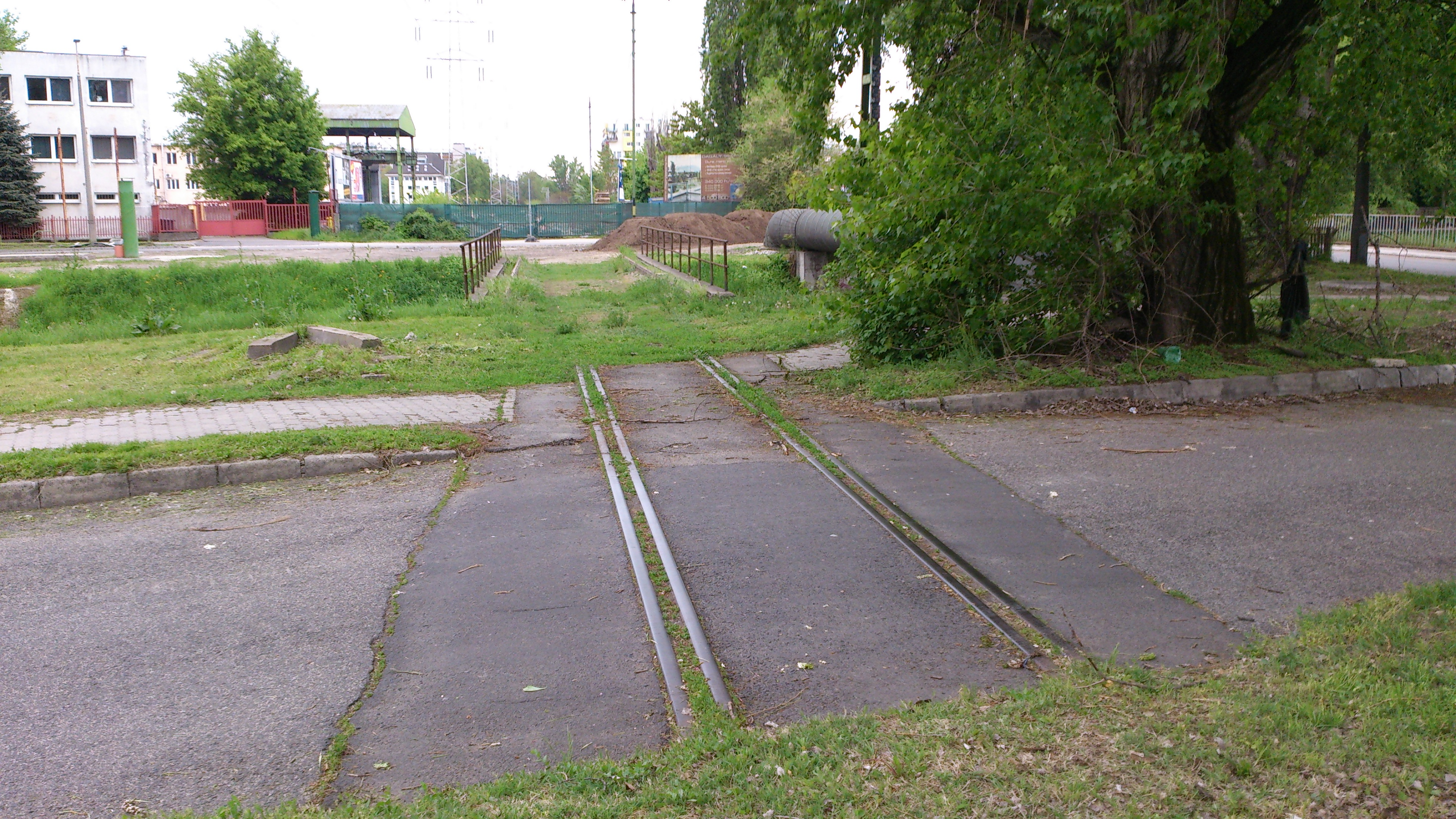
Венгрия
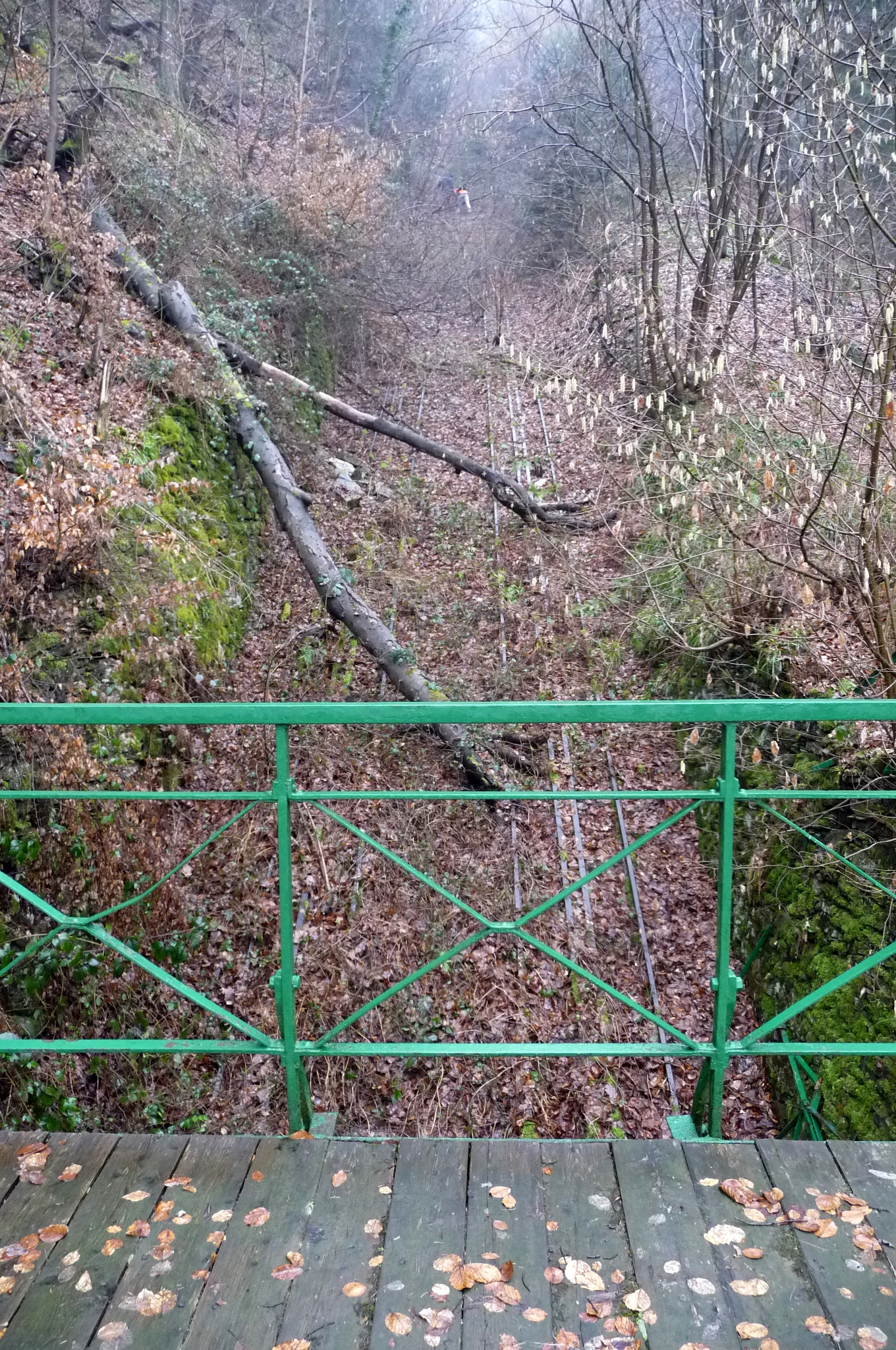
Германия
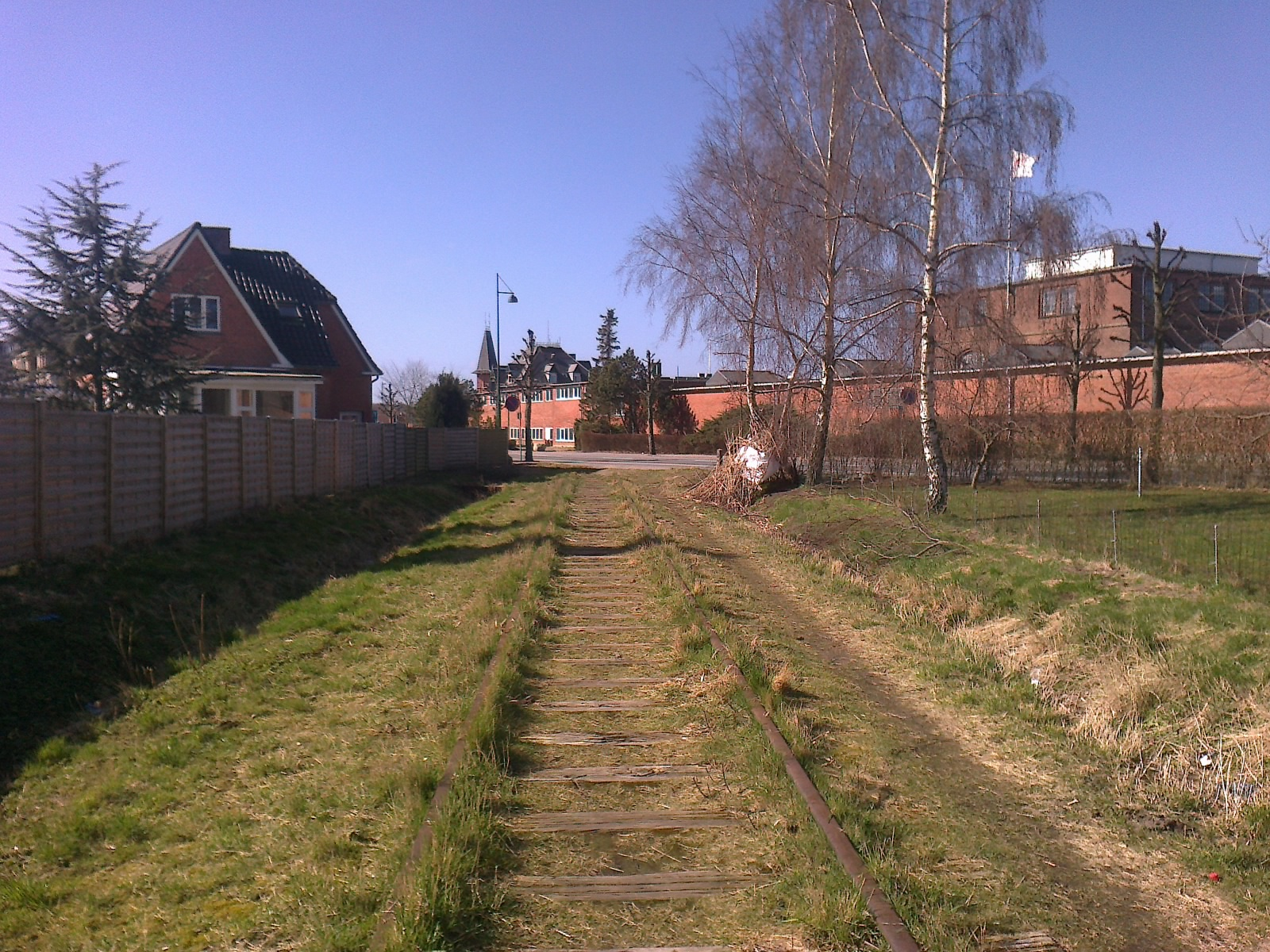
Дания
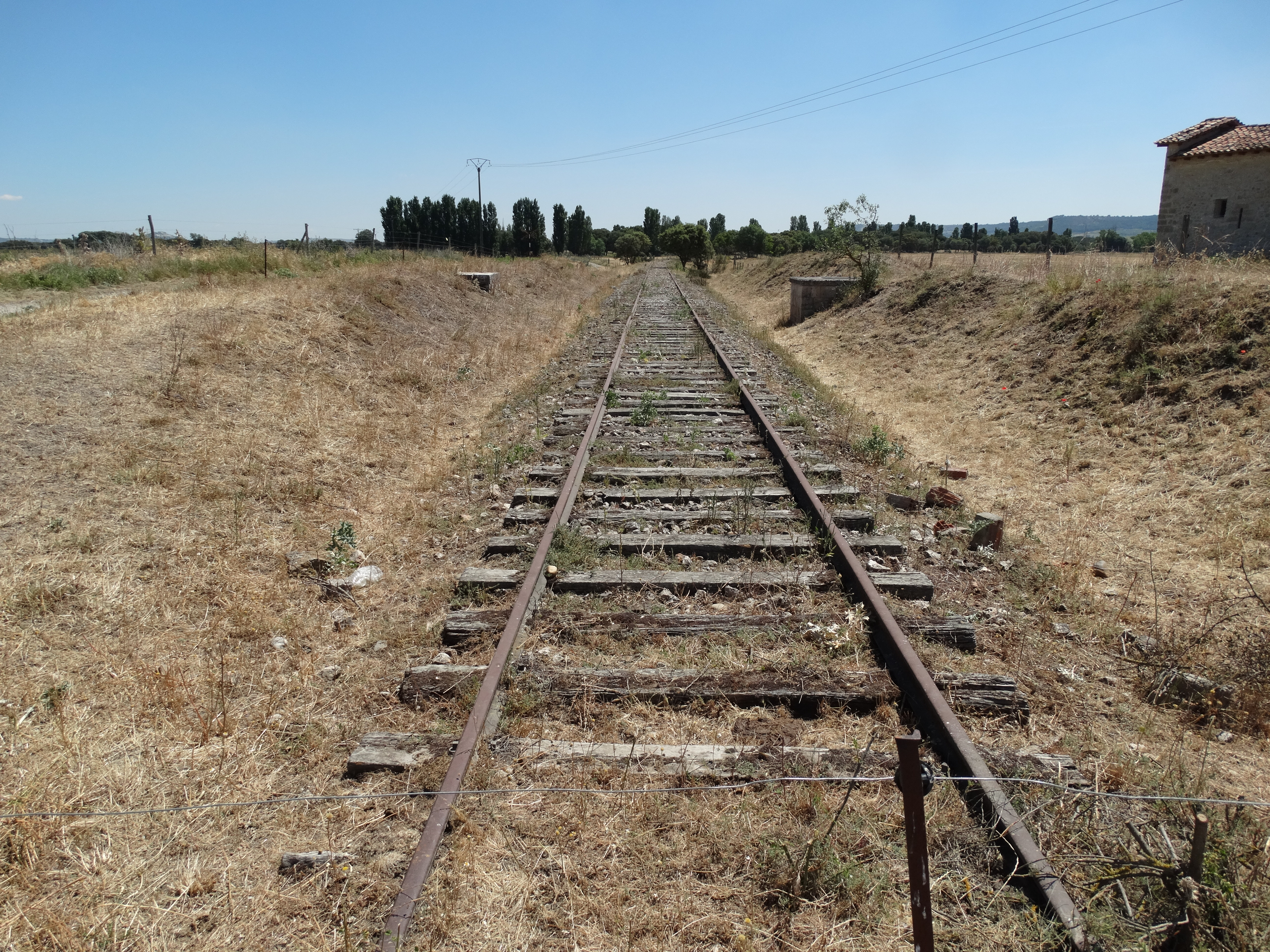
Вальядолид, Кастилия-Леон, Испания
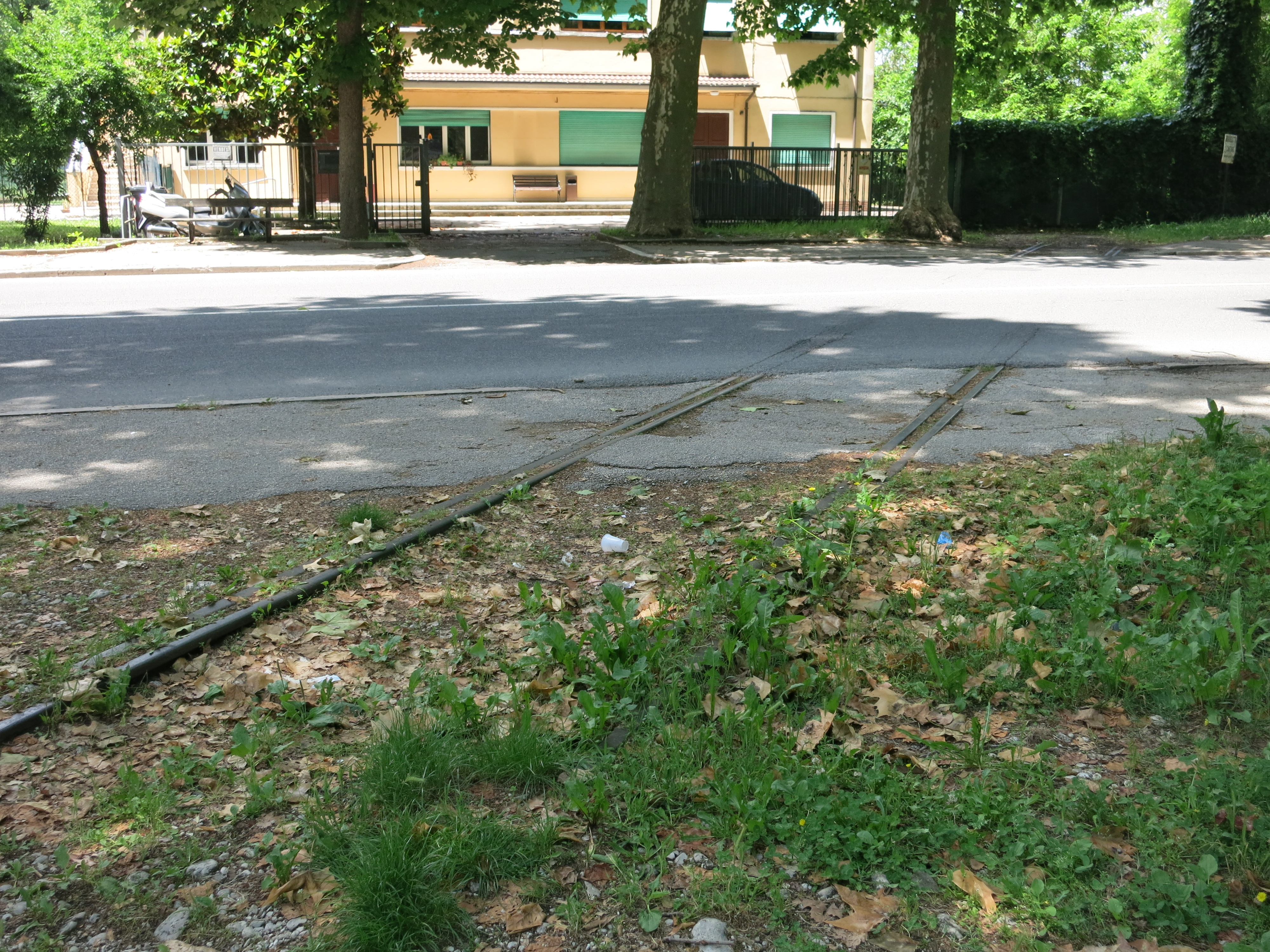
Риети, Лацио, Италия
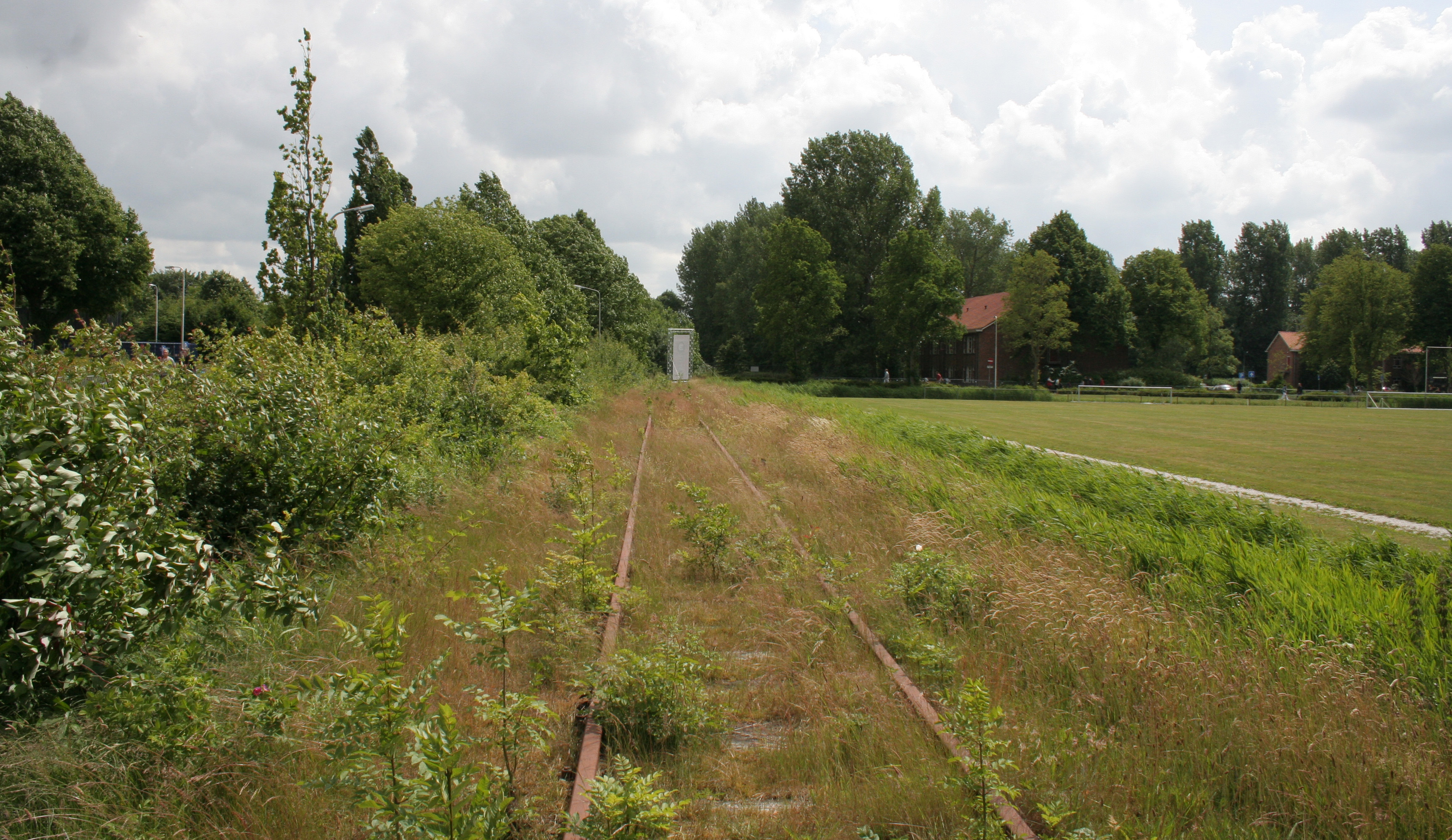
Леуварден, Нидерланды
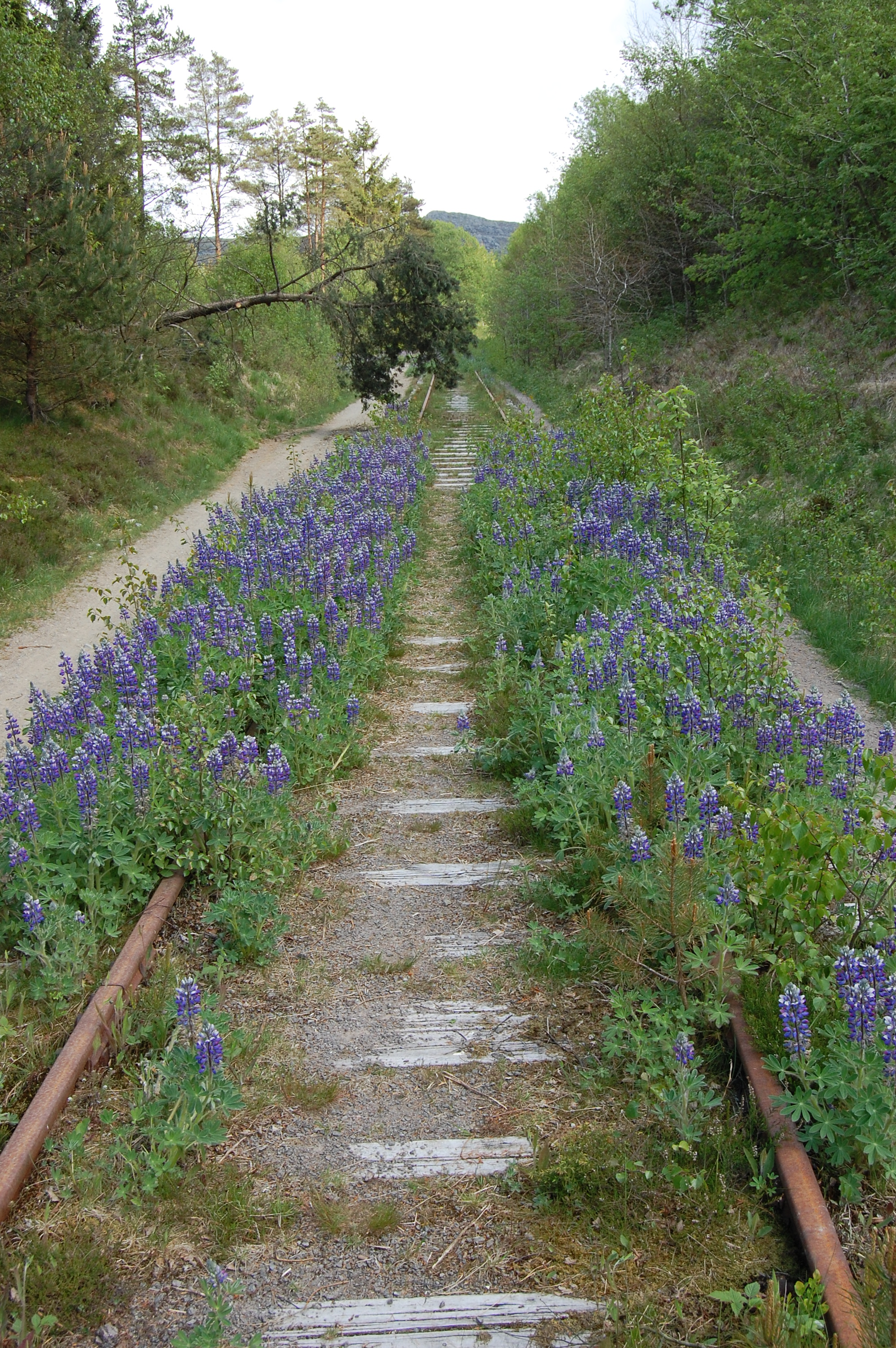
Норвегия
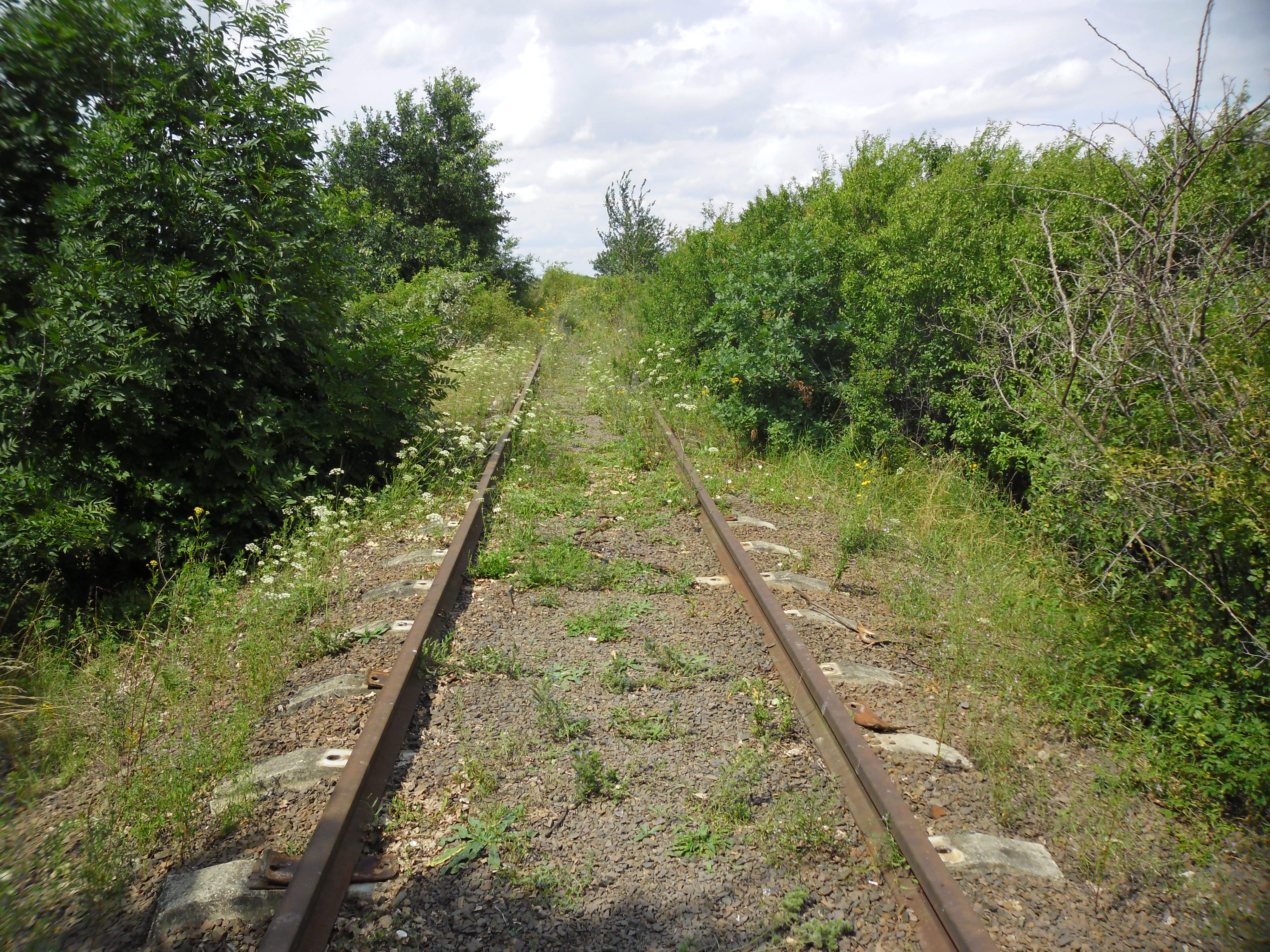
Польша
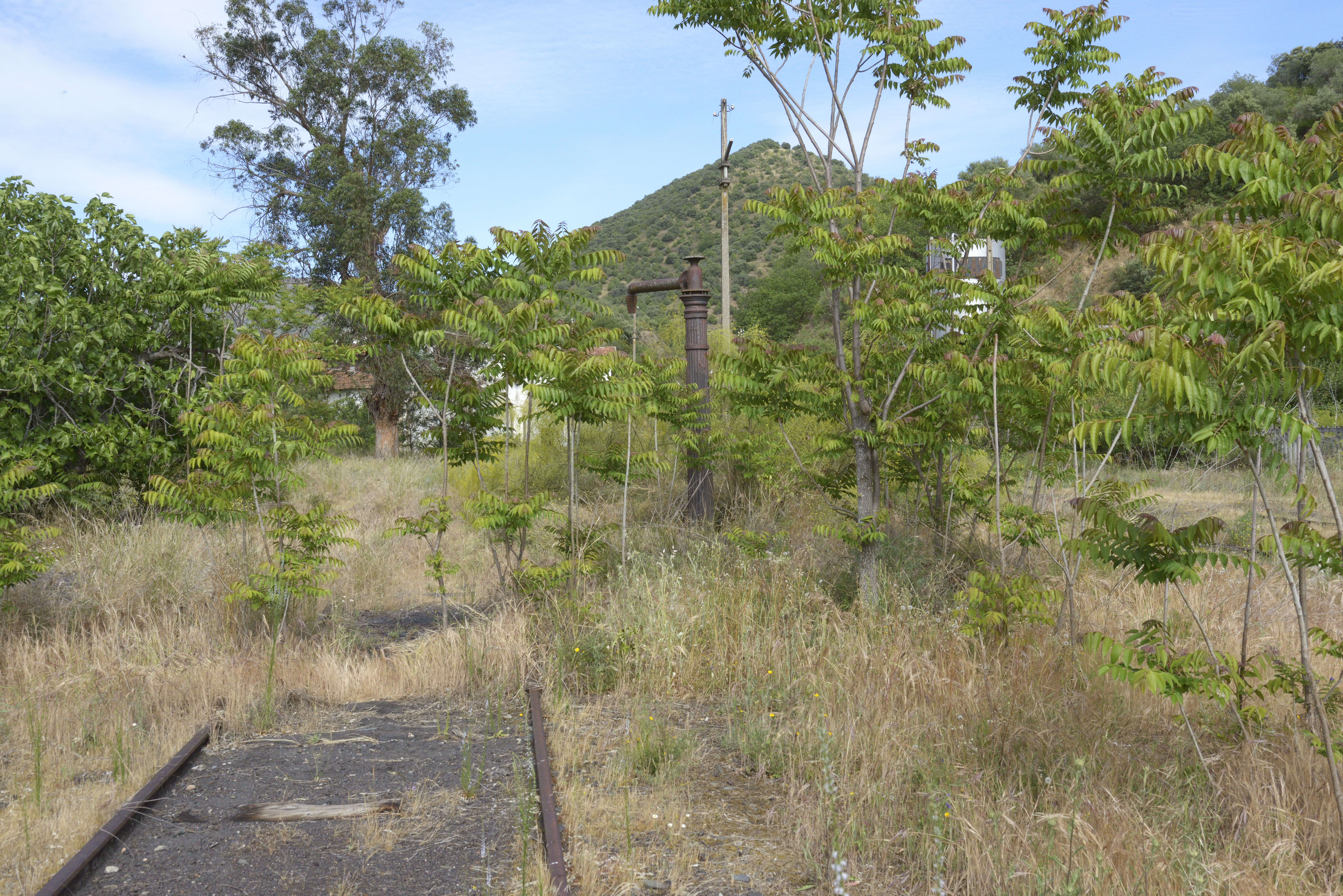
Португалия
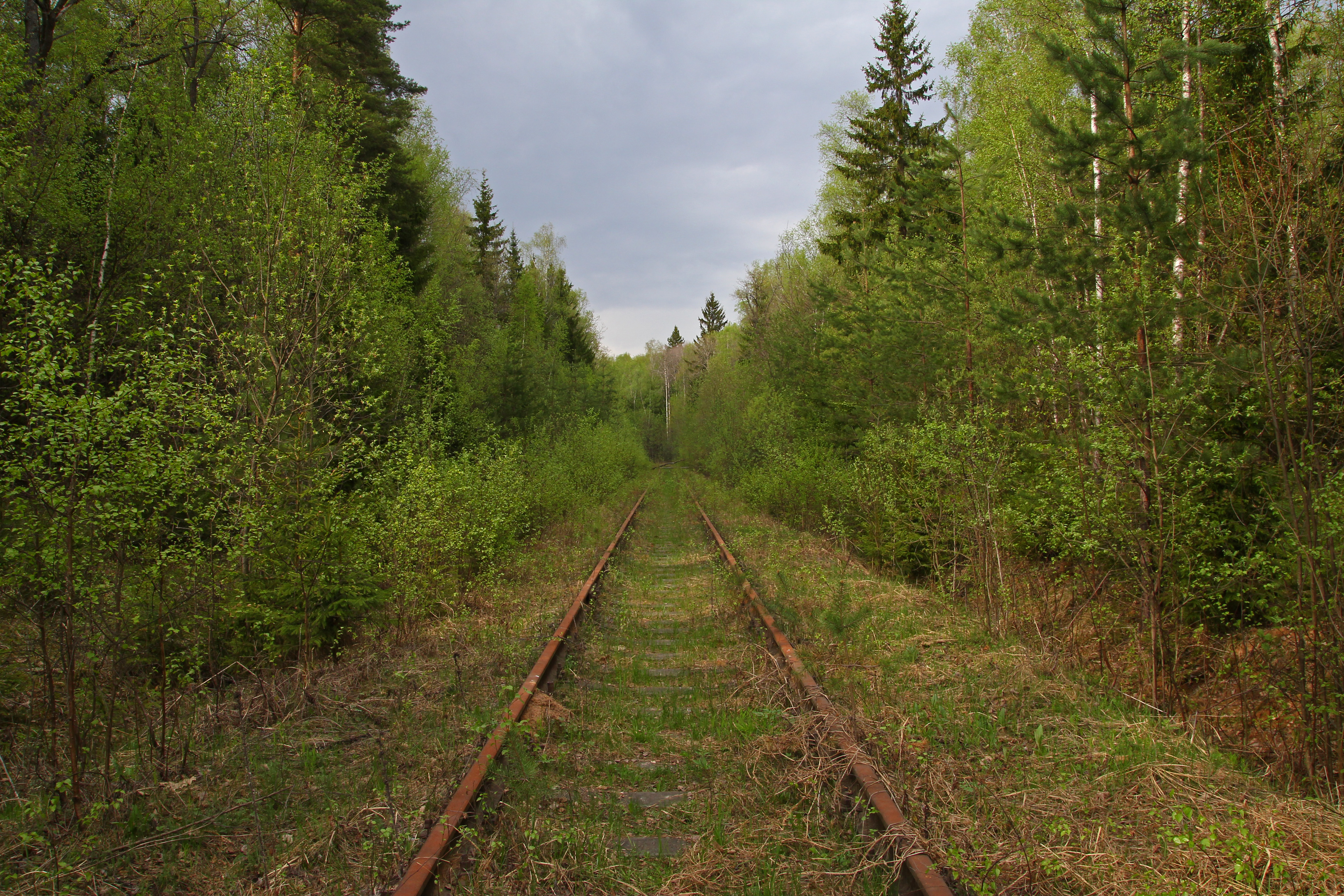
Близ станции «Детково», Чеховский район, Московская область, Россия
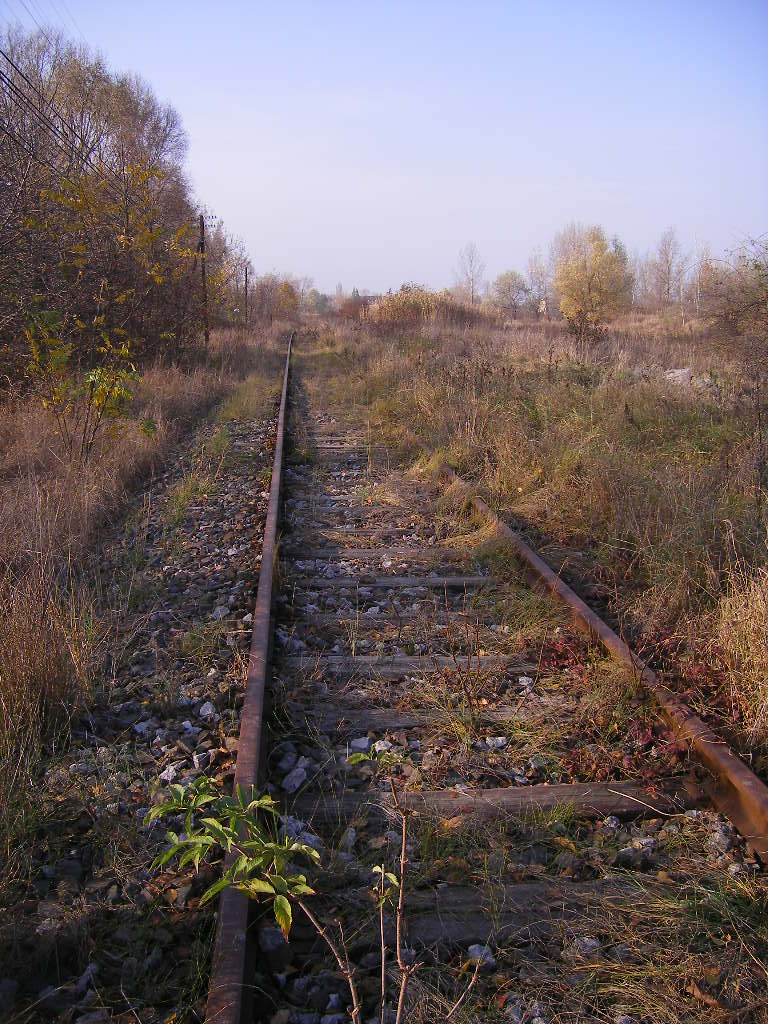
Словакия
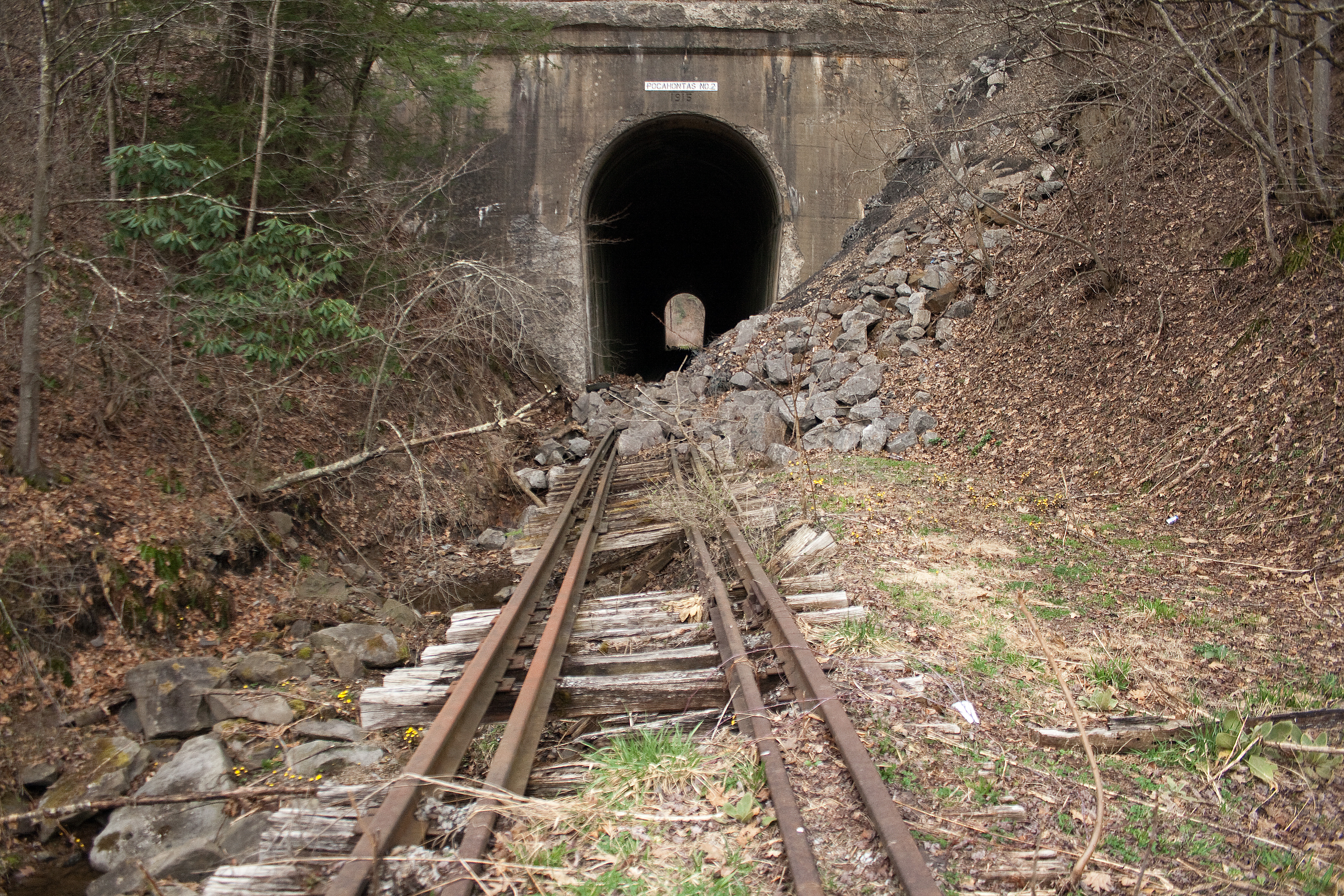
Западная Виргиния, США
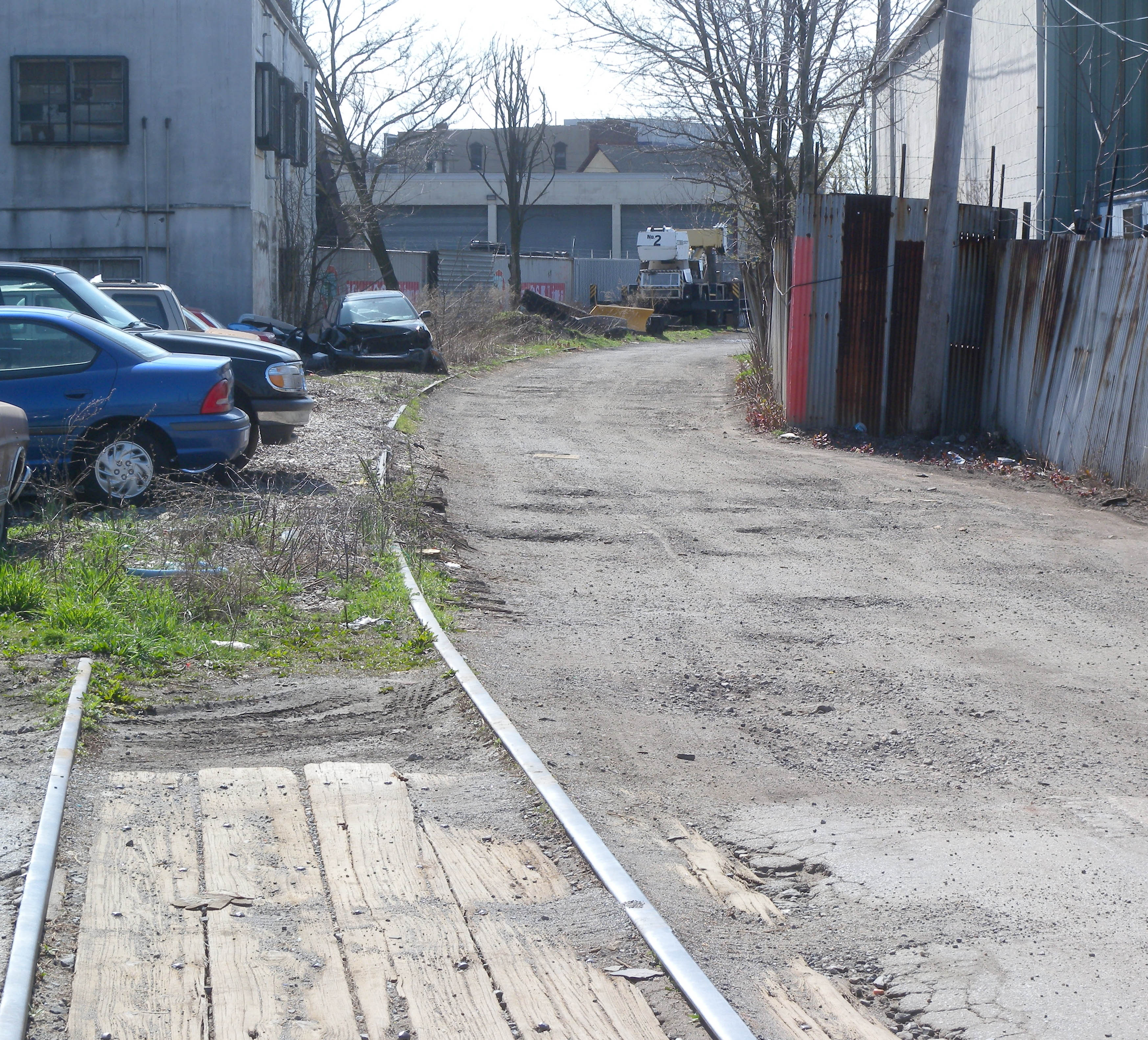
Статен-Айленд, Нью-Йорк, США
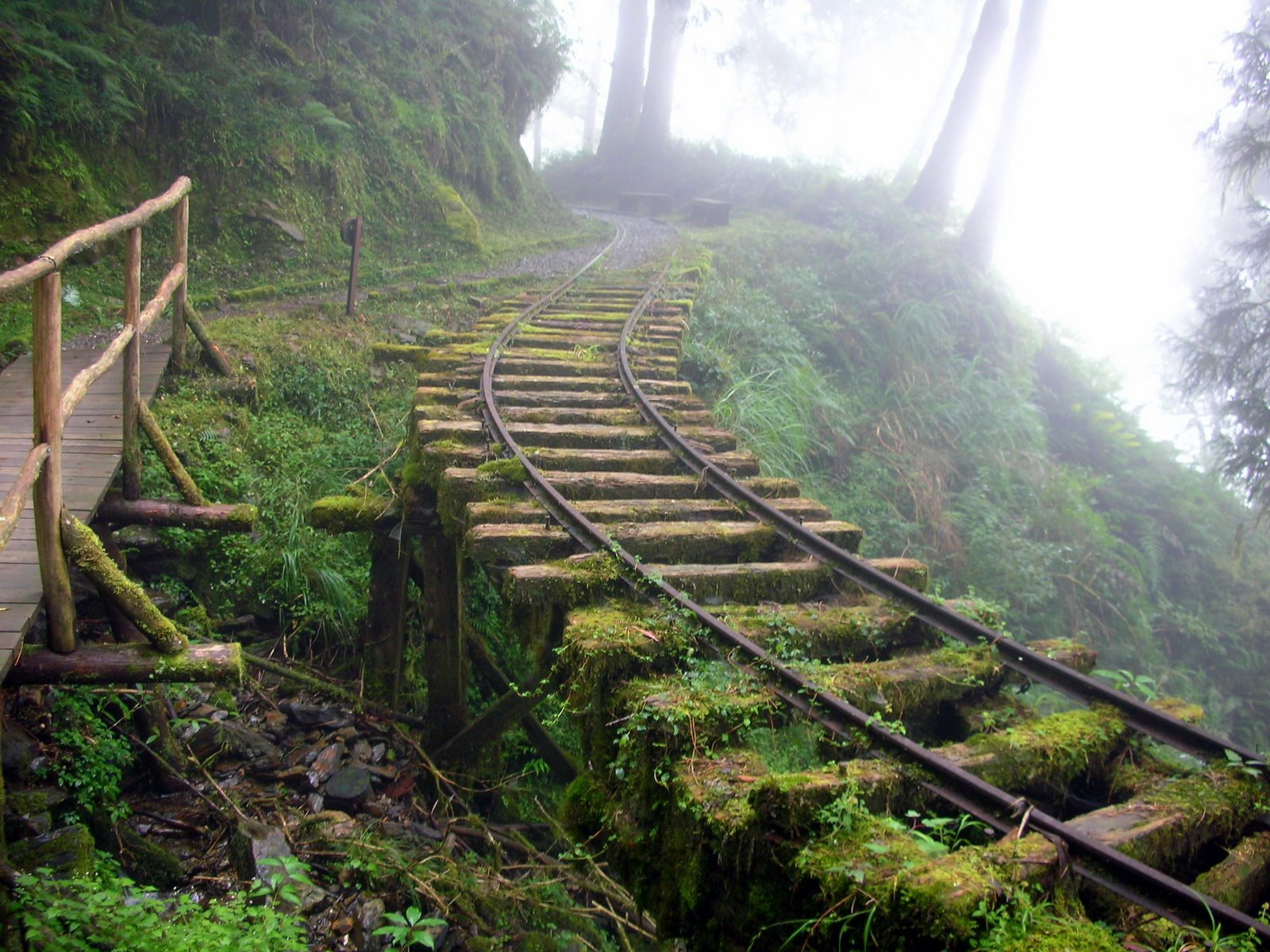
Тайвань
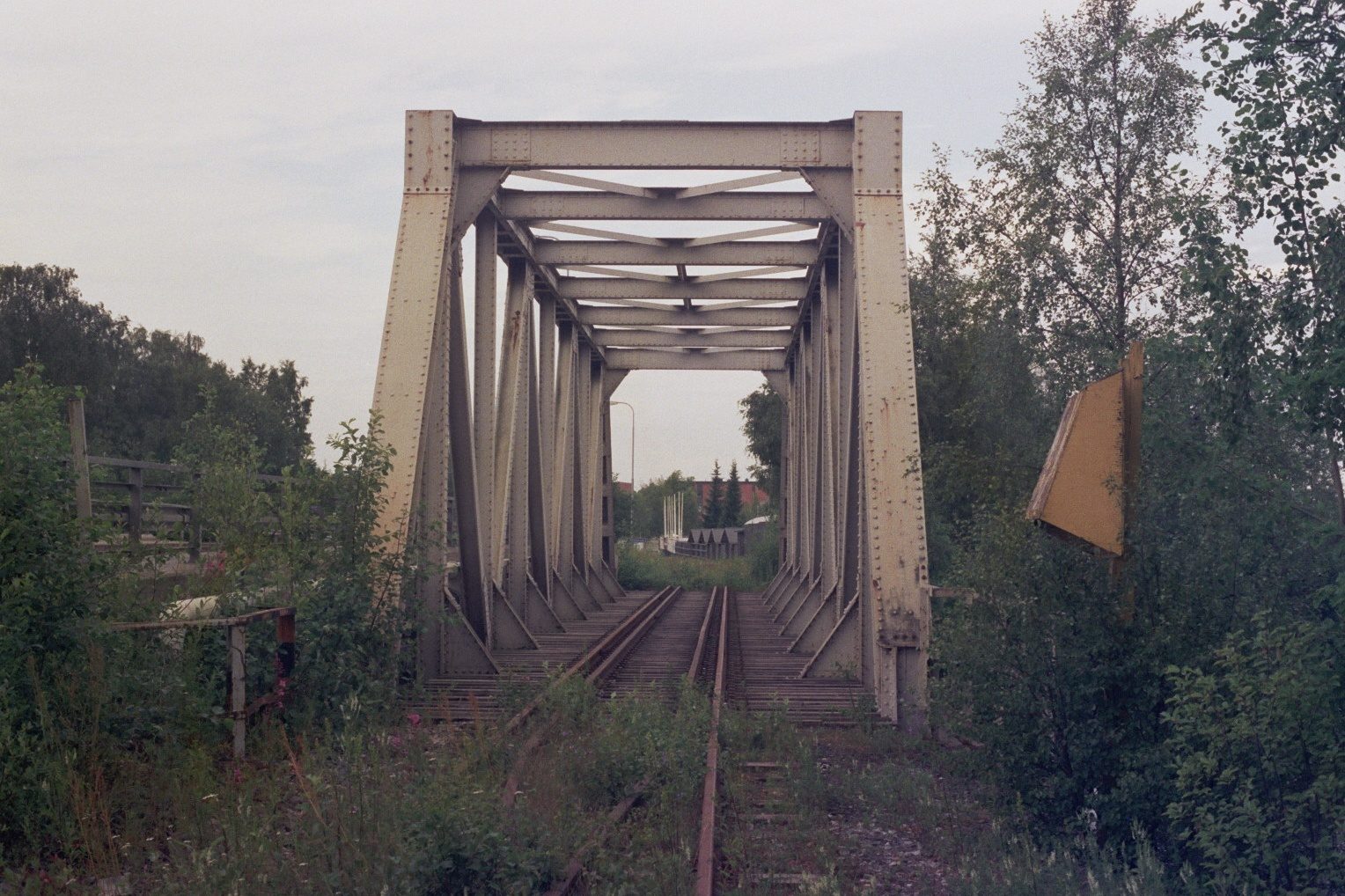
Топпила[фин.], Оулу, Финляндия
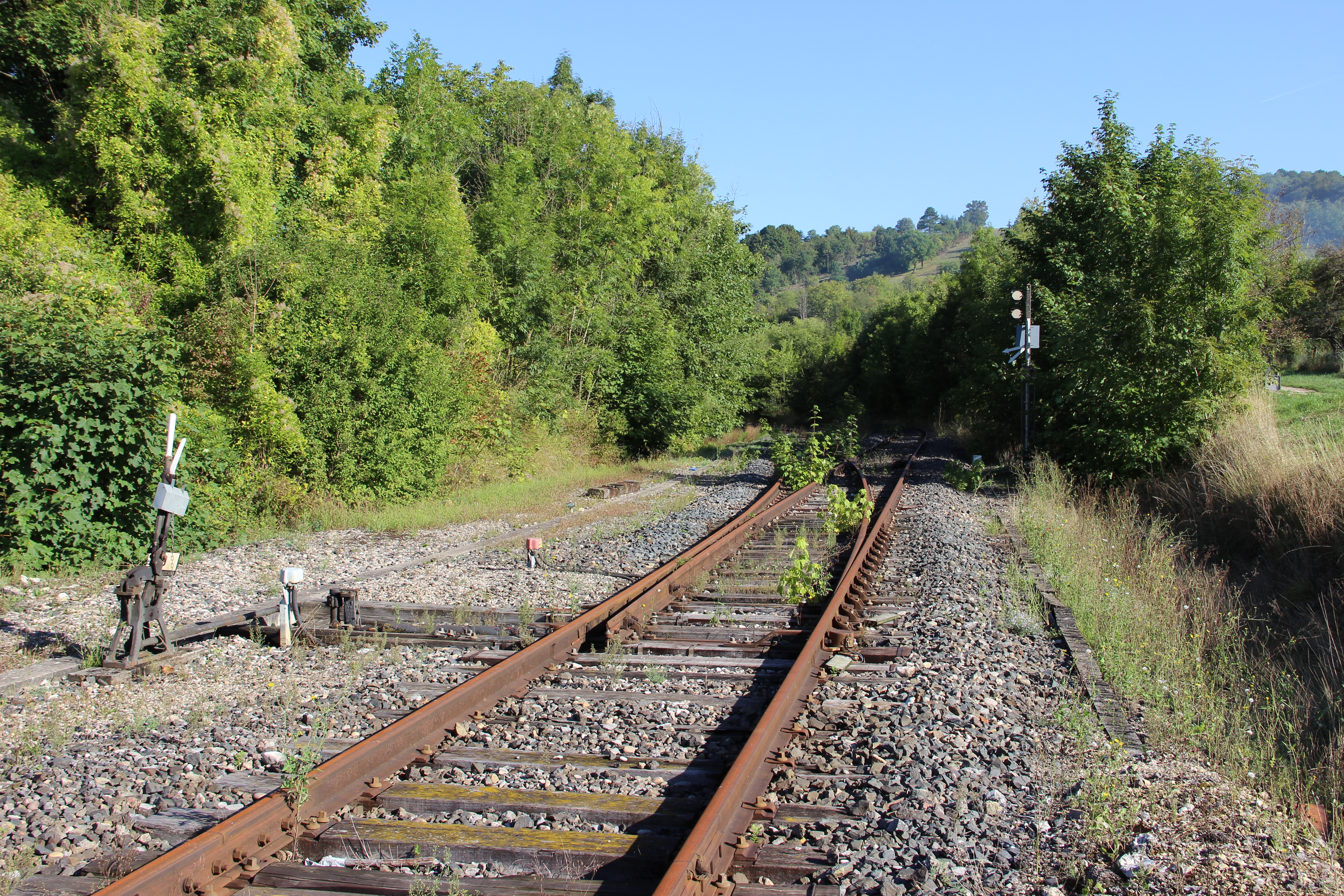
Франция
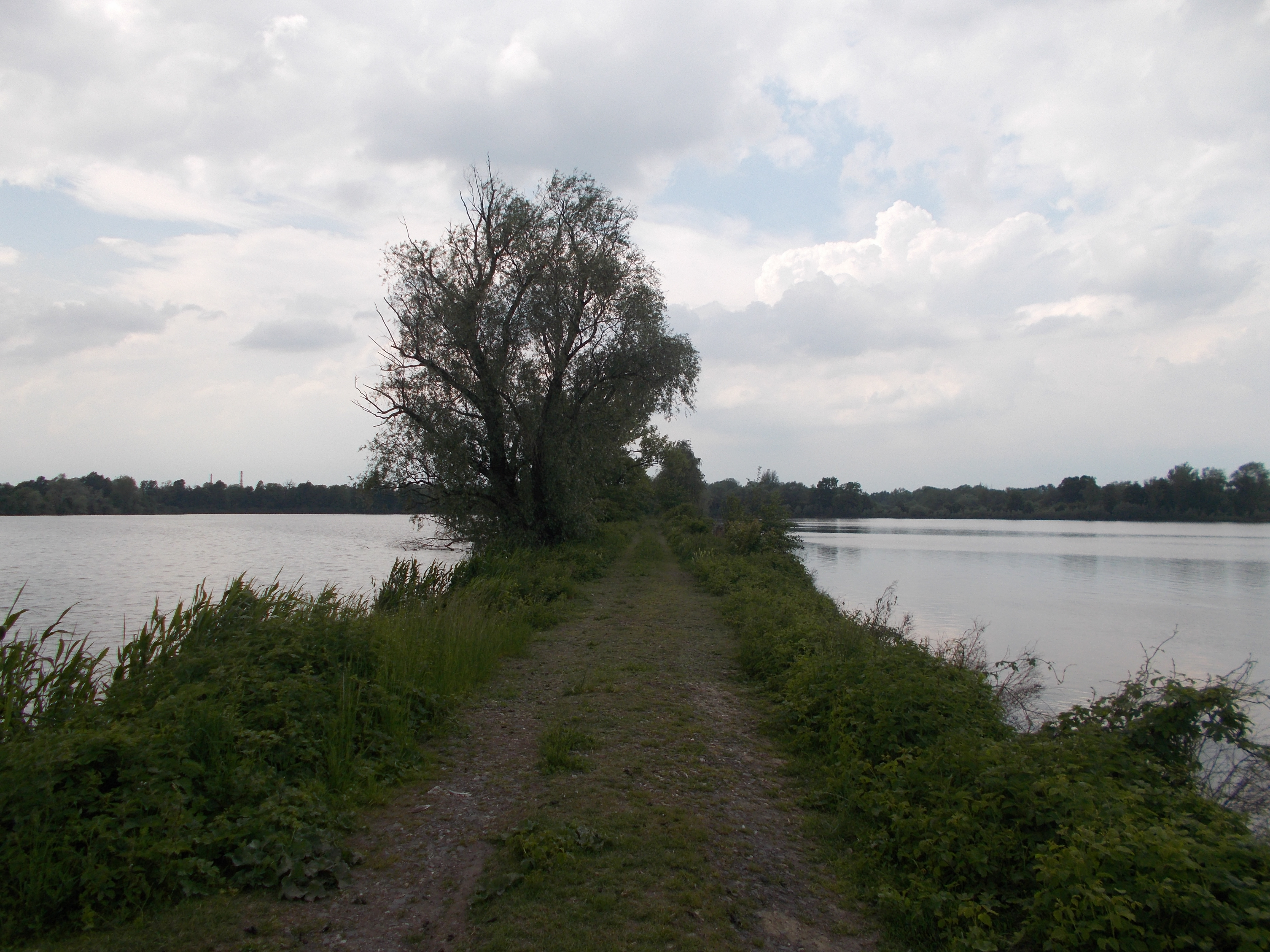
Чехия
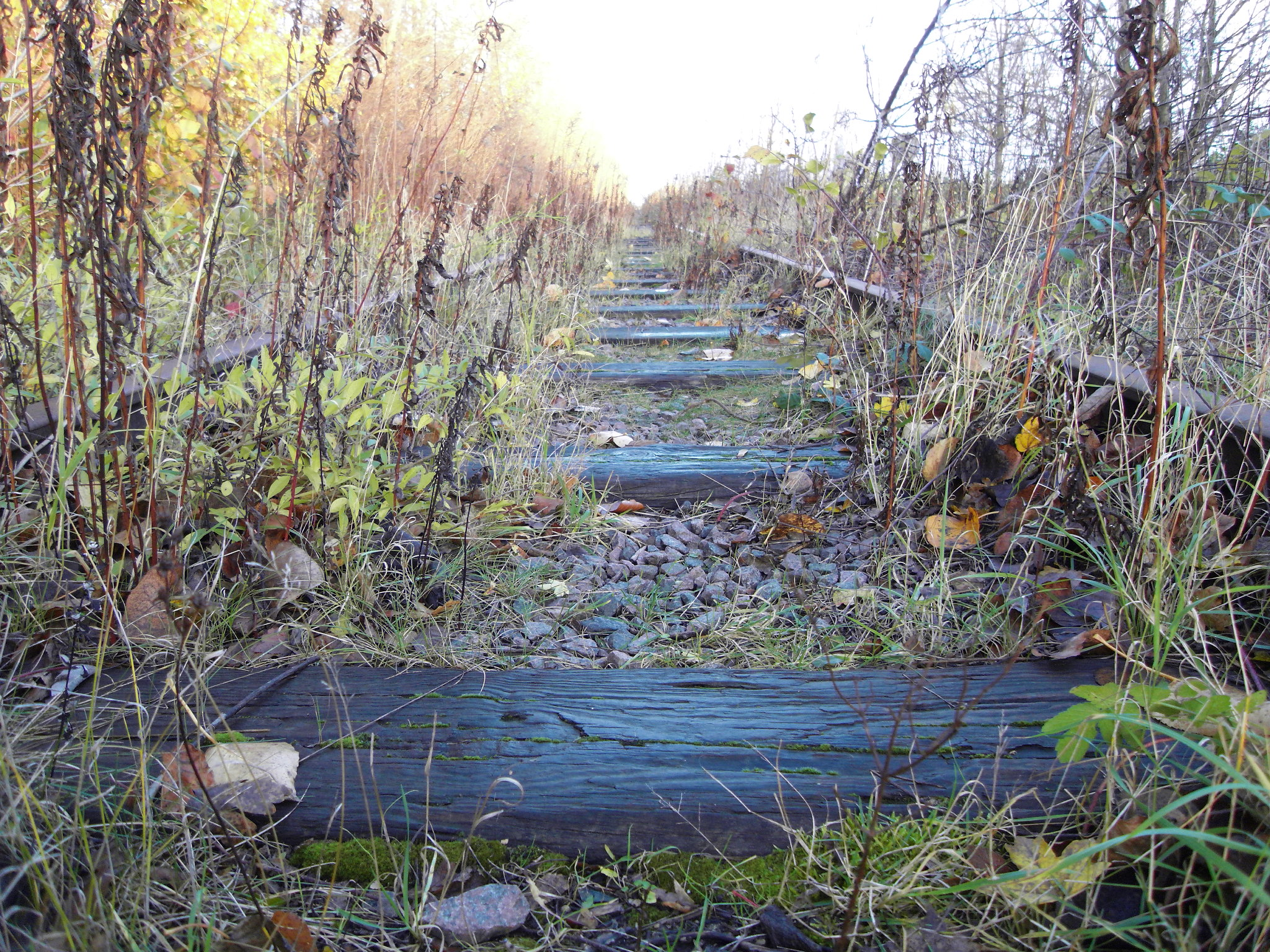
Мальмё, Сконе, Швеция
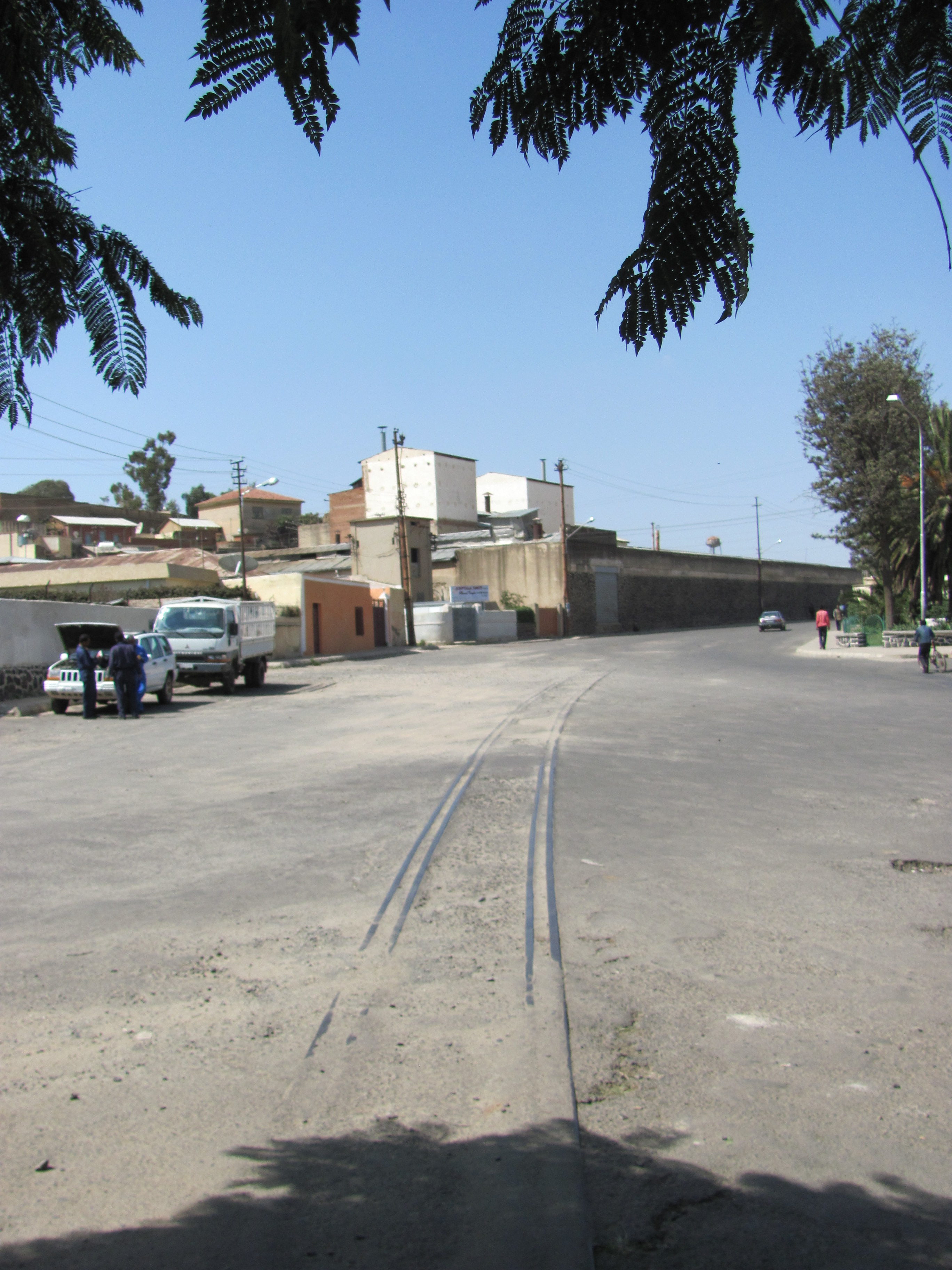
Эритрея
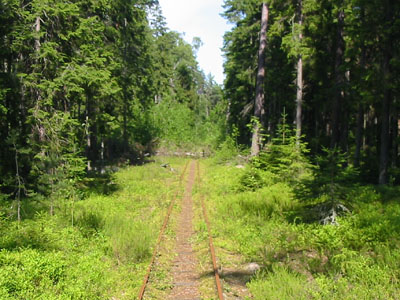
Эстония
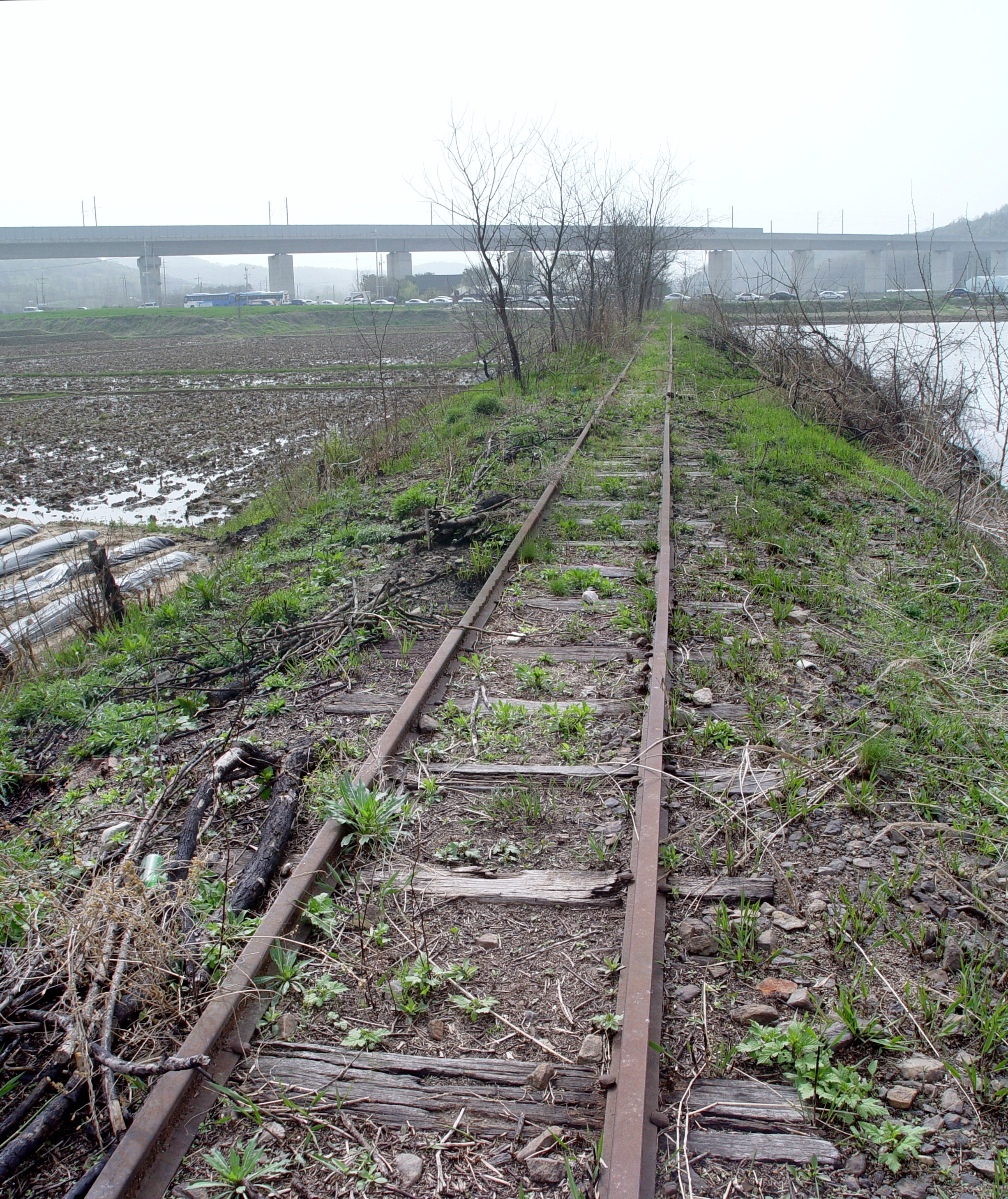
Хвасон, Южная Корея
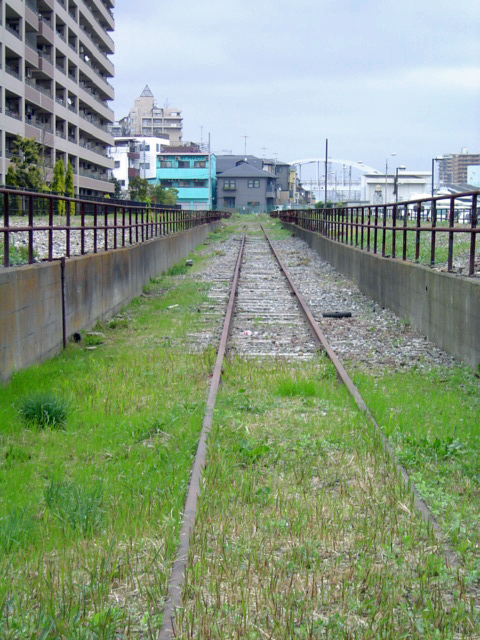
Токио, Япония